# Ammotrypane profunda
Ammotrypane profunda är en ringmaskart som beskrevs av Maurice Caullery 1944. Ammotrypane profunda ingår i släktet Ammotrypane och familjen Opheliidae. Inga underarter finns listade i Catalogue of Life.